# كران ومنجان
كُران ومُنجان (بالفارسية: کران و منجان)، كما وردت كِران و ومُنجان هي قرية في ولاية بدخشان في شمال شرق أفغانستان. هي عاصمة مقاطعة كوران ومنجان .

## المناخ
مع مناخ بارد ومعتدل، تتميز كران ومنجان بمناخ قاري رطب صيفي بارد ( Dsb ) تحت تصنيف كوبن للمناخ . لديها صيف بارد وجاف وشتاء بارد ومثلج. متوسط درجة الحرارة في كران ومنجان هو 8.1 درجة مئوية، بينما يبلغ متوسط هطول الأمطار السنوي 762 مم. أغسطس هو الشهر الأكثر جفافاً مع 10 ملم من الأمطار، في حين أن أبريل، أكثر الشهور أمطارًا، يبلغ متوسط هطول الأمطار فيها 167 مم.
يوليو/تموز هو أكثر شهور السنة سخونة بمتوسط درجة حرارة يقدر بــ19.5درجة مئوية. يناير هو الشهر الأكثر برودة بمتوسط درجة الحرارة -3.9 درجة مئوية.
| البيانات المناخية لـكُران ومُنجان   | البيانات المناخية لـكُران ومُنجان | البيانات المناخية لـكُران ومُنجان | البيانات المناخية لـكُران ومُنجان | البيانات المناخية لـكُران ومُنجان | البيانات المناخية لـكُران ومُنجان | البيانات المناخية لـكُران ومُنجان | البيانات المناخية لـكُران ومُنجان | البيانات المناخية لـكُران ومُنجان | البيانات المناخية لـكُران ومُنجان | البيانات المناخية لـكُران ومُنجان | البيانات المناخية لـكُران ومُنجان | البيانات المناخية لـكُران ومُنجان | البيانات المناخية لـكُران ومُنجان |
| الشهر                             | يناير                           | فبراير                          | مارس                            | أبريل                           | مايو                            | يونيو                           | يوليو                           | أغسطس                           | سبتمبر                          | أكتوبر                          | نوفمبر                          | ديسمبر                          | المعدل السنوي                   |
| --------------------------------- | ------------------------------- | ------------------------------- | ------------------------------- | ------------------------------- | ------------------------------- | ------------------------------- | ------------------------------- | ------------------------------- | ------------------------------- | ------------------------------- | ------------------------------- | ------------------------------- | ------------------------------- |
| متوسط درجة الحرارة الكبرى °م (°ف) | 0.7 (33.3)                      | 1.2 (34.2)                      | 6.2 (43.2)                      | 11.9 (53.4)                     | 16.5 (61.7)                     | 23.1 (73.6)                     | 25.6 (78.1)                     | 25.2 (77.4)                     | 21.2 (70.2)                     | 15.5 (59.9)                     | 8.6 (47.5)                      | 2.7 (36.9)                      | 13.2 (55.8)                     |
| المتوسط اليومي °م (°ف)            | −3.9 (25.0)                     | −2.9 (26.8)                     | 2.0 (35.6)                      | 7.4 (45.3)                      | 11.3 (52.3)                     | 17.1 (62.8)                     | 19.5 (67.1)                     | 19.1 (66.4)                     | 14.8 (58.6)                     | 9.8 (49.6)                      | 3.9 (39.0)                      | −1.1 (30.0)                     | 8.1 (46.5)                      |
| متوسط درجة الحرارة الصغرى °م (°ف) | −8.4 (16.9)                     | −6.9 (19.6)                     | −2.1 (28.2)                     | 2.9 (37.2)                      | 6.2 (43.2)                      | 11.2 (52.2)                     | 13.4 (56.1)                     | 13.0 (55.4)                     | 8.5 (47.3)                      | 4.1 (39.4)                      | −0.8 (30.6)                     | −4.9 (23.2)                     | 3.0 (37.4)                      |
| المصدر: Climate-Data.org          |                                 |                                 |                                 |                                 |                                 |                                 |                                 |                                 |                                 |                                 |                                 |                                 |                                 |